# راسه‌مورامید
راسه‌مورامید یا راسمورامید (به انگلیسی: Racemoramide) (INN ,BAN)، یا به شکل ساده مورامید، یک ضددرد افیونی و مخلوط راسمیک از مواد دکسترومورامید (جزء فعال) و لوومورامید (جز غیرفعال) است، که دو انانتیومر از یک مولکول کایرال محسوب می‌شوند.